# Hieroceryx glomiger
Hieroceryx glomiger är en stekelart som beskrevs av Tosquinet 1896. Hieroceryx glomiger ingår i släktet Hieroceryx och familjen brokparasitsteklar. Inga underarter finns listade i Catalogue of Life.